# Prix de la critique de littérature narrative espagnole
Le prix de la critique de littérature narrative espagnole (nom original en espagnol : Premio de la Crítica de narrativa castellana) est un prix littéraire espagnol créé en 1956. Il et attribué au meilleur livre publié en Espagne tout au long de l'année antérieure en espagnol (castillan). Les auteurs peuvent être de n'importe quelle nationalité, à l'unique condition que le livre ait été publié par un éditeur espagnol.
Le jury est formé normalement par 22 membres de l'Association espagnole des critiques littéraires, et le prix n'a pas de dotation économique.
Le premier lauréat a été l'écrivain galicien Camilo José Cela par son roman La catira.

## Lauréats
- 1956 : Camilo José Cela (Espagne, 1916-2002), pour La catira
- 1957 : Rafael Sánchez Ferlosio (Espagne, 1927-2019), pour El Jarama
- 1958 : Ignacio Aldecoa (Espagne, 1925-1969), pour Gran Sol
- 1959 : Ana María Matute (Espagne, 1925-2014), pour Los hijos muertos ; l'œuvre a aussi obtenu le prix national de littérature narrative.
- 1960 : Álvaro Cunqueiro (Espagne, 1912-1981), pour Las crónicas de Sochantre
- 1961 : Elena Quiroga (Espagne, 1921-1995), pour Tristura
- 1962 : Ramiro Pinilla (1er) (Espagne, 1923-2014), pour Las ciegas hormigas
- 1963 : Miguel Delibes (Espagne, 1920-2010), pour Las ratas
- 1964 : Mario Vargas Llosa (1er) (Pérou, 1936), pour La Ville et les Chiens
- 1965 : Alejandro Núñez Alonso (Espagne, 1905-1982), pour Gloria en subasta
- 1966 : Ignacio Agustí (Espagne, 1913-1974), pour 19 de julio ; l'œuvre a aussi obtenu le prix national de littérature narrative.
- 1967 : Mario Vargas Llosa (2e) (Pérou, 1936), pour La Maison verte
- 1968 : Luis Berenguer (Espagne, 1924-1979), pour El mundo de Juan Lobón
- 1969 : Francisco García Pavón (Espagne, 1919-1989), pour El rapto de las Sabinas
- 1970 : Jesús Fernández Santos (Espagne, 1926-1988), pour El hombre de los santos
- 1971 : Alfonso Grosso (Espagne, 1928-1995), pour Guarnición de silla
- 1972 : Francisco Ayala (Espagne, 1906-2009), pour Le jardin des délices
- 1973 : Gonzalo Torrente Ballester (Espagne, 1910-1999), pour La saga/fuga de J. B.
- 1974 : Corpus Barga (Espagne, 1887-1975), pour Los galgos verdugos
- 1975 : José Manuel Caballero Bonald (Espagne, 1926), pour Ágata ojo de gato
- 1976 : Eduardo Mendoza (Espagne, 1943), pour La verdad sobre el caso Savolta
- 1977 : aucun prix décerné cette année (jury non réuni)
- 1978 : José Donoso (Chili, 1924-1996), pour Casa de campo
- 1979 : Juan Carlos Onetti (Uruguay, 1909-1994), pour Dejemos hablar al viento
- 1980 : Pedro Vergés (République dominicaine, 1945), pour Sólo cenizas hallarás
- 1981 : José María Guelbenzu (Espagne, 1944), pour La rivière de la lune
- 1982 : Juan García Hortelano (Espagne, 1928-1992), pour Gramática parda
- 1983 : Juan Benet (Espagne, 1927-1993), pour Herrumbrosas lanzas
- 1984 : Luis Goytisolo (Espagne, 1935), pour Estela del fuego que se aleja
- 1985 : José María Merino (Espagne, 1941), pour La côte obscure
- 1986 : Luis Mateo Díez (1er) (Espagne, 1942), pour La fuente de la edad ; l'œuvre a aussi obtenu le prix national de littérature narrative.
- 1987 : Antonio Muñoz Molina (Espagne, 1956), pour L'hiver à Lisbonne ; l'œuvre a aussi obtenu le prix national de littérature narrative.
- 1988 : José Jiménez Lozano (Espagne, 1930-2020), pour El grano de maíz rojo
- 1989 : Luis Landero (Espagne, 1948), pour Juegos de la edad tardía ; l'œuvre a aussi obtenu le prix national de littérature narrative.
- 1990 : Álvaro Pombo (Espagne, 1939), pour El metro de platino iridiado
- 1991 : Francisco Seuil (Espagne, 1935-2007), pour 1991 : Francisco Umbral (España, 1935-2007), por Leyenda del César Visionario
- 1992 : Javier Marías (1er) (Espagne, 1951), pour Corazón tan blanco
- 1993 : Juan Marsé (1er) (Espagne, 1933), pour El embrujo de Shanghai
- 1994 : Manuel Vázquez Montalbán (Espagne, 1939-2003), pour El estrangulador
- 1995 : Luciano G. Egido (es) (Espagne, 1928), pour El corazón inmóvil
- 1996 : Antonio Soler (Espagne, 1956), pour Las bailarinas muertas
- 1997 : Miguel Sánchez-Ostiz (es) (Espagne, 1950), pour No existe tal lugar
- 1998 : Isaac Montero (es) (Espagne, 1936-2008), pour Ladrón de lunas
- 1999 : Luis Mateo Díez (2e) (Espagne, 1942), pour La ruina del cielo ; l'œuvre a aussi obtenu le prix national de littérature narrative.
- 2000 : Juan Marsé (2e) (Espagne, 1933), pour Rabos de lagartija ; l'œuvre a aussi obtenu le prix national de littérature narrative.
- 2001 : Manuel Longares (es) (Espagne, 1943), pour Romantisme
- 2002 : Enrique Vila-Matas (Espagne, 1948), pour Le Mal de Montano
- 2003 : Juan Eduardo Zúñiga (Espagne, 1919-2020), pour Capitale de la gloire
- 2004 : Alberto Méndez (Espagne, 1941-2004), pour Les tournesols aveugles ; l'œuvre a aussi obtenu le prix national de littérature narrative.
- 2005 : Ramiro Pinilla (2e) (Espagne, 1923-2014), pour Verdes valles, colinas rojas III. Las cenizas del hierro ; l'œuvre a aussi obtenu le prix national de littérature narrative.
- 2006 : Eduardo Lago (Espagne, 1954), pour Appelle-moi Brooklyn
- 2007 : Rafael Chirbes (1er) (Espagne, 1949-2015), pour Crematorio
- 2008 : David Trueba (Espagne, 1969), pour Saber perder[1]
- 2009 : Andrés Neuman (l'Argentine, 1977), pour Le voyageur du siècle[2]
- 2010 : Ricardo Piglia (Argentine, 1941-2017), pour Blanco nocturno
- 2011 : Ignacio Martínez de Pisón (Espagne, 1960), pour El día de mañana
- 2012 : Clara Usón (Espagne, 1961), pour La hija del Este
- 2013 : Rafael Chirbes (2e) (Espagne, 1949-2015), pour En la orilla ; l'œuvre a aussi obtenu le prix national de littérature narrative.
- 2014 : Andrés Ibáñez (Espagne, 1961), pour Brilla, mar del Edén ; l'auteur est aussi critique littéraire et il a fait partie du jury de ce prix lors d'éditions antérieures.
- 2015 : Cristina Fernández Cubas (Espagne, 1945), pour La habitación de Nona ; l'œuvre a aussi obtenu le prix national de littérature narrative.
- 2016 : Fernando Aramburu (Espagne, 1959), pour Patria ; l'œuvre a aussi obtenu le prix national de littérature narrative.
- 2017 : Javier Marías (2e) (Espagne, 1951), pour Berta Isla.
- 2018 : Antonio Soler (2e) (Espagne, 1956), pour Sur.
- 2019 : Mariana Enríquez (Argentine, 1973), pour Nuestra parte de noche
- 2020 : Arturo Pérez Reverte (Espagne, 1951) pour Línea de fuego
- 2021 : Jordi Ibáñez Fanés (Espagne, 1962) pour Infierno, Purgatorio, Paraíso
- 2022 : Pilar Adón (es) (Espagne, 1971) pour De bestias y aves (par ailleurs prix national de littérature narrative)
- 2023 : Raúl Quinto (es) (Espagne, 1978) pour Martinete del rey sombra (par ailleurs prix national de littérature narrative)

## Auteurs qui ont obtenu le prix de la critique de littérature narrative à plusieurs reprises
- Mario Vargas Llosa : 1964 et 1967
- Luis Mateo Díez : 1986 et 1999 (unique auteur qui a en plus obtenu deux fois le prix national de littérature narrative.
- Juan Marsé : 1993 et 2000
- Ramiro Pinilla : 1962 et 2005
- Rafael Chirbes : 2007 et 2013
- Javier Marías : 1992 et 2017
- Antonio Soler : 1996 et 2018